# Bewerbungen für die Olympischen Winterspiele 2018
Für die Bewerbung um die Austragung der XXIII. Olympischen Winterspiele und der Paralympics 2018 reichten die Städte Annecy, München und  Pyeongchang
ihre Unterlagen beim Internationalen Olympischen Komitee (IOC) ein.

## Bewerbungsverfahren

### Annecy, Frankreich

Logo der Kandidatur Annecy 2018

Die französische Bewerbung kam anfangs nur zögerlich zustande. Das CNOSF, das Nationale Olympische Komitee (NOK) Frankreichs, zielte in erster Linie auf eine Bewerbung von Paris für die Olympischen Sommerspiele 2024, nachdem man für die Olympischen Sommerspiele 2012 London unterlegen war. Gleichwohl bekundeten mit Annecy, Grenoble, Nizza und Pelvoux vier Städte ihr Interesse an einer Ausrichtung der Olympischen Winterspiele 2018. Am 24. September 2008 kündigte das CNOSF eine offizielle Bewerbung an. Annecy wurde am 18. März 2009 als Bewerber benannt.
Das Logo der Bewerbung Annecys symbolisierte die französischen Alpen mit dem Mont Blanc. Die Bewerbung leitete seit Januar 2011 Charles Beigbeder, nachdem kurz zuvor Edgar Grospiron aufgrund der nicht bewilligten Etat-Aufstockung zurückgetreten war.

### München, Deutschland

Logo der Kandidatur München 2018

Die Pläne für eine Bewerbung Münchens um die Olympischen Winterspiele konkretisierten sich im Jahr 2005. Eine Machbarkeitsstudie bestätigte die Konkurrenzfähigkeit der Bewerbung. Der Deutsche Olympische Sportbund (DOSB) entschied sich am 8. Dezember 2007 einstimmig für eine Bewerbung Münchens. Die Kandidatur setzte unter dem Slogan Die freundlichen Spiele auf ein 2-Cluster-Konzept mit den Eiswettbewerben in der Stadt und den Schneewettbewerben in Garmisch-Partenkirchen. Mit der kombinierten Kunsteisbahn am Königssee für die Bob-, Rodel- und Skeletonwettbewerbe wurde das Konzept komplettiert. Durch die Nachnutzung der Sportstätten der Olympischen Sommerspiele 1972 und klimaneutrale Konzepte sollten neue ökologische Maßstäbe gesetzt werden. So wurde z. B. in einem besonders unter Nachhaltigkeitsgesichtspunkten durchgeführten Architektenwettbewerb zum olympischen Dorf das Ziel des Plusenergiestandards für neu zu errichtenden Gebäude definiert.
Die nordischen Wettbewerbe sollten ursprünglich in Oberammergau ausgetragen werden. Bauern fürchteten jedoch irreparable Schäden an ihren Wiesen und weigerten sich, die benötigten Grundstücke für temporäre Einrichtungen zur Verfügung zu stellen. Daraufhin musste im Sommer 2010 die Planung geändert werden; die Wettkampfstätten wurden daraufhin auf dem Gelände eines staatlichen Gestüts bei Ohlstadt geplant. Umweltschützer befürchteten, dass Rodungs- und Planierungsarbeiten für die Anlage bis zu 12 m breiter Pisten irreparable Schäden anrichten würden.
In Garmisch-Partenkirchen formierte sich im Dezember 2010 Widerstand, indem 59 Bauern für die Spiele zwingend benötigte Grundstücke nicht zur Verfügung stellen wollen. Nach Umfragen im Januar 2011 standen bundesweit 75 % der Bevölkerung hinter der Bewerbung. Wäre keine Einigung wegen der benötigten Grundstücke erreicht worden, war eine geringfügige Änderung der geplanten Kandahar-Trasse geplant. Eine interne Umfrage der IOC-Evaluierungskommission ergab im März 2011 einen Zuspruch von 61 % unter der Bevölkerung.
Am 8. Mai 2011 waren knapp 21.000 Einwohner der Gemeinde Garmisch-Partenkirchen aufgerufen, sich in zwei Bürgerentscheiden für oder gegen eine gemeinsame Bewerbung mit München auszusprechen. Der Vorschlag für die Unterstützung der Winterspiele bzw. die Durchführung der Veranstaltung in Zukunft nicht in Frage zu stellen, erhielt 58 % Unterstützung. Der Vorschlag zwei mit der Formulierung, die mit dem IOC vereinbarten Verträge unverzüglich auf Rechtmäßigkeit zu überprüfen, scheiterte mit 49 %. Die zusätzlich gestellte Stichfrage war deshalb ohne Bedeutung.
Der Freistaat Bayern wollte sich mit 200 Millionen Euro direkten Zuschüssen beteiligen, darüber hinaus wollte er weitere Bürgschaften geben. Die Zusage des Freistaates, Verluste im Budget zu einem Drittel zu übernehmen, wurde zuletzt mit Kosten bis 1,3 Milliarden Euro angesetzt. Nachdem die Partei Bündnis 90/Die Grünen sich auf ihrem Parteitag 2010 gegen das Projekt entschieden hatte, zog sich Claudia Roth aus dem Organisationskuratorium zurück. Bis zum September 2010 war Willy Bogner junior Chef der Kampagne für München. Wegen einer Erkrankung trat er dann von diesem Amt zurück. Geschäftsführer war seitdem Bernhard Schwank.
Der Bayerische Oberste Rechnungshof kritisierte 2017, dass die Bewerbungsgesellschaft ihr Budget auf einer wenig belastbaren Grundlage erstellt und die Finanzplanung nicht fortentwickelt habe. Auch hielt er es für notwendig, bei den Sponsoringleistungen von Unternehmen zwischen solchen, an denen die öffentliche Hand beteiligt ist und privaten Unternehmen zu unterscheiden.

### Pyeongchang, Südkorea

Logo der Kandidatur Pyeongchang 2018

Nachdem die Bewerbungen Pyeongchangs für die Winterspiele 2010 und 2014 jeweils nur knapp gescheitert waren, kündigte Kim Jin-sun, der Gouverneur der Provinz Gangwon-do, im September 2007 an, man wolle sich ein drittes Mal der Abstimmung stellen. Geplant sind weiterhin „Olympische Spiele der kurzen Wege“, so dass alle Wettkampfstätten innerhalb einer Stunde von Pyeongchang aus zu erreichen sind. Viele der Wettkampfstätten sind bereits fertiggestellt. Die Bewerbung stützt sich auf die Erfahrung aus den früheren Kandidaturen sowie eine breite Zustimmung in der Bevölkerung (87,7 % aller Südkoreaner und 77,3 % der Einwohner der Provinz). Die Stadt erklärte ihre Bewerbung offiziell im Januar 2009.
Wegen Unstimmigkeiten mit Sponsorenverträgen wurde das Organisationskomitee im November 2010 von der IOC-Ethik-Kommission verwarnt.
Die Bewerbung Pyeongchangs enthielt das Versprechen, eine Hochgeschwindigkeitszugstrecke von und nach Seoul einzurichten, die am 22. Dezember 2017 eröffnet wurde.

## Bewertung durch das IOC
Eine umfassende technische Prüfung der Bewerbungen fand mit einer aus sieben Teilnehmern bestehenden (davon vier Angehörige des IOCs) Evaluierungskommission unter der Leitung von IOC-Mitglied Gunilla Lindberg aus Schweden statt. Unterstützt wurde das Gremium von weiteren vier technischen Beratern für die Bereiche Umwelt, Transport, Finanzen und Infrastruktur. Eine Analyse der Bewertungsunterlagen wurde im Februar und März 2011 in den jeweiligen Städten durchgeführt und der Bericht am 10. Mai 2011 vom IOC in Lausanne veröffentlicht.
Der Prüfbericht bewertete das Umweltkonzept, die vorhandene Infrastruktur und die Erfahrung mit Sportgroßveranstaltungen als Stärken der deutschen Bewerbung. Von der Kommission wurde jedoch kritisch bemerkt, dass die Nachhaltigkeit und die Vorzüge des Konzeptes in der Bevölkerung nicht richtig kommuniziert wurden.
Die Oppositionsbewegung wurde im Bericht deutlich thematisiert und darauf verwiesen, dass die Unterstützung unter der Bevölkerung in Pyeongchang sehr groß ist. Zusätzlich attestierte der Prüfbericht den Südkoreanern ein sehr kompaktes Sportstättenkonzept mit kurzen Reisezeiten und eine Vergabe an den bereits zweimal gescheiterten Bewerber würde den sehr bedeutenden Markt in Asien neu erschließen.
Am meisten Kritikpunkte wurden in der französischen Bewerbung aufgeführt. In der Umgebung von Annecy ist die Zustimmung unter der Bevölkerung am schlechtesten und das Konzept mit weit in der Region verteilten Sportstätten wurde im Bericht negativ beurteilt. Trotzdem bescheinigte die Kommission allen drei Bewerbern, die Winterspiele erfolgreich ausrichten zu können.

## Vergabe
Das Internationale Olympische Komitee (IOC) eröffnete am 31. Juli 2009 die Bewerbungsphase. Alle 203 Nationalen Olympischen Komitees waren eingeladen, eine Kandidatur einzureichen. Bis zum Ende der Bewerbungsfrist am 15. Oktober 2009 wurde die Kandidatur von Annecy, München und Pyeongchang durch ihre jeweiligen NOKs offiziell beim IOC angemeldet. Aus den drei vorliegenden Bewerbungen ernannte das IOC am 22. Juni 2010 München und Pyeongchang als offizielle Kandidaten. Annecy, ebenfalls im Status eines offiziellen Kandidaten, musste eine Überarbeitung des Sportstättenkonzeptes nachreichen.
Die Mitglieder des IOC entschieden am 6. Juli 2011 in Durban über den Austragungsort.
| Wahlergebnis | Wahlergebnis | Wahlergebnis |
| Stadt        | Land         | Stimmen      |
| ------------ | ------------ | ------------ |
| Pyeongchang  | Südkorea     | 63           |
| München      | Deutschland  | 25           |
| Annecy       | Frankreich   | 07           |
|              |              |              |